# Punta Casamayor
La punta Casamayor, es un accidente geográfico costero ubicado en el departamento Deseado de la provincia de Santa Cruz (Argentina), más específicamente en la posición 46°51′49.36″S 66°56′29″O / -46.8637111, -66.94139. Se ubica en la costa centro-sur del golfo San Jorge, a aproximadamente 45 kilómetros en línea recta de la ciudad de Caleta Olivia. La punta está conformada por un acantilado de rocas sedimentarias de origen terciario.
En esta zona, a pocos kilómetros al sur, existía una pequeña lobería de lobos marinos de un pelo (Otaria flavescens) en una playa estrecha rocosa y con una larga restinga, recostada contra una alta barranca de 50 m. Punta Casamayor, además, representa el extremo sur de la estepa arbustiva del Golfo San Jorge, la cual comprende la costa sur del Golfo San Jorge, y se caracteriza por los arbustales de malaspina (Trevoa patagonica)y de duraznillo (Colliguaja integerrima), calafate (Berberis heterophylla), así como el yaoyin (Licium chilense), neneo (Mulinum spinosum), mamuel-choique (Adesmia campestres), mata amarilla (Anarthrophyllum rigidium), mata mora (Senecio filaginoides) y Verbena alotocarpa. Entre las gramíneas son comunes los coirones amargos (Stipa humilius y S. speciosa), poa (Poa ligularis); heucú (Festuca argentina) y coirón blanco (Festuca pallescens).